# Aufschub (Film)
Aufschub ist ein Stummfilm von Harun Farocki aus dem Jahr 2007. Der Film geht aus von der Frage, wie die Konzentrationslager der Nazis in Fotografie und Film repräsentiert werden.

## Das Filmmaterial Rudolf Breslauers
Der Film basiert auf dem Material des KZ-Häftlings Rudolf Breslauer, der 1944 für die SS Aufnahmen über das Leben der Gefangenen in dem deutschen Durchgangslager Westerbork machen musste. Breslauer drehte 1944 im Auftrag des Lagerkommandanten Gemmeker über mehrere Monate an einem Film über das KZ-Sammellager – wahrscheinlich zur Information für offizielle Besucher des einen der beiden von den Besatzern in den Niederlanden eingerichteten zentralen KZ-Sammellager. Die 90 Minuten des wieder aufgefundenen Filmmaterials blieben damals ungeschnittenes Fragment.
Ihnen fehlt nach Ansicht vieler Kritiker im Unterschied zu den in der gleichen Phase des Zweiten Weltkriegs und der Shoa entstandenen Filmszenen aus dem „Ghetto“ Theresienstadt die direkte propagandistische Intention. Die tonlosen Bilder sind außergewöhnlich, so liegt hier u. a. wahrscheinlich die einzige Filmaufnahme vom Start eines Deportationszugs ins KZ Auschwitz-Birkenau vor.
Einer der erhaltenen Zwischentitel, der für den Film vorgesehen war, lautete: Seit zwei Jahren immer wieder das gleiche Bild: TRANSPORT. Der Kameramann Breslauer wurde samt seiner Familie im September 1944 nach Auschwitz deportiert und dort ermordet.

## Harun Farockis Bearbeitung
Das erhaltene Filmmaterial Rudolf Breslauers hat Harun Farocki in zweifacher Weise bearbeitet:
Eine Auswahl von Sequenzen von ungefähr 30 Minuten Länge hat er neu montiert: Zum einen hat er die ausgewählten Sequenzen einzelnen Themen zugeordnet – so dem Vorhaben des Lagerkommandanten Gemmeker, Westerbork im Film wie einen Industriebetrieb aussehen zu lassen mit Sport- und Kulturveranstaltungen für die Freizeit der Insassen; zum anderen wiederholt er einzelne Sequenzen oder Einstellungen aus Breslauers Filmmaterial, um Dinge zu betonen oder um auf mögliche verschiedene Deutungen der Bilder hinzuweisen.
Neu hinzugefügtes Material stellen einzig Text-Inserts dar – meist jeweils nur ein Satz –, die Farocki zwischen die einzelnen Sequenzen gesetzt hat. Auf sie reduziert sich bei diesem Film, was in Essayfilmen häufig vom Regisseur oder Erzähler als Off-Kommentar gesprochen wird. Die per Inserts eingefügten Texte haben in manchen Fällen rein faktischen Charakter – wie z. B. „Das Lager hieß jetzt Polizeiliches Judendurchgangslager Westerbork“, in anderen Fällen fordern sie den Betrachter zur Auseinandersetzung mit den Bildern auf – wie z. B. „Zugleich gilt es, das Lächeln dieser Frauen wahrzunehmen“ – und fügen oft Farockis eigene Deutung hinzu – wenn er darin „Augenblicke der Selbstbehauptung“ erkennt. Die eingefügten Texte halten dem Betrachter immer gegenwärtig, dass der Aufenthalt in Westerbork für die allermeisten Insassen nur „Aufschub“ der Deportation nach Auschwitz oder in andere Vernichtungslager bedeutete.
Farockis Vorgehen wurde als „gleichermaßen minimalistisch, bescheiden und subtil“ (Sylvie Lindeperg) und als „deutlich und leise zugleich“ (Antje Ehmann) bezeichnet, es sei eine „Politik der minimalen Intervention“ (Thomas Elsaesser).

## Erstaufführungen
Die Uraufführung des Films fand im April 2007 in Südkorea beim Jeonju International Film Festival statt, dort unter dem englischen Titel Respite. Die ersten europäischen Aufführungen hatte der Film im August 2007 beim Locarno Film Festival sowie im November 2007 bei der Duisburger Filmwoche.